# Cúp Liên đoàn bóng đá Anh 2008-09
Cúp Liên đoàn bóng đá Anh 2008–09, được gọi là Carling Cup do nhà tài trợ của giải đấu có thương hiệu bia Carling, là mùa giải lần thứ 49 của giải Football League Cup, một giải đấu bao gồm 92 câu lạc bộ bóng đá ở Anh. Nhà vô địch giải đấu này sẽ tham dự vòng sơ loại thứ ba của giải UEFA Europa League 2009–10 nếu không đủ điều kiện tham dự cúp châu Âu.
Manchester United vô địch sau khi đánh bại đương kim vô địch Tottenham Hotspur trong loạt luân lưu ở trận chung kết ngày 1 tháng 3 năm 2009.

## Vòng 1
Lễ bốc thăm cho vòng đầu tiên diễn ra vào ngày 13 Tháng 6 năm 2008, với các trận đấu được chơi hai tháng sau đó vào giữa tuần bắt đầu từ ngày 11 tháng 8 năm 2008.
Có 72 câu lạc bộ bóng đá thuộc The Football League tham dự thi đấu vòng 1, được chia thành hai khu vực Bắc và Nam. Mỗi khu vực được chia đều cho từng cặp đấu trong đó có 1 câu lạc bộ hạt giống và một câu lạc bộ không được xếp hạt giống. Bảng xếp hạng các câu lạc bộ phụ thuộc vào vị trí của họ trong mùa giải 2007-08.
| Số thứ tự                                                        | Đội chủ nhà             | Tỷ số1 | Đội khách          | Số khán giả |
| ---------------------------------------------------------------- | ----------------------- | ------ | ------------------ | ----------- |
| 1                                                                | Preston North End       | 2–0    | Chesterfield       | 5,150       |
| 2                                                                | Chester City            | 2–5    | Leeds United       | 3,644       |
| 3                                                                | Leicester City          | 1–0    | Stockport County   | 7,386       |
| 4                                                                | Sheffield United        | 3–1    | Port Vale          | 7,694       |
| 5                                                                | Grimsby Town            | 2–0    | Tranmere Rovers    | 1,858       |
| 6                                                                | Crewe Alexandra         | 2–0    | Barnsley           | 2,492       |
| 7                                                                | Hartlepool United       | 3–0    | Scunthorpe United  | 2,076       |
| 8                                                                | Derby County            | 1–1    | Lincoln City       | 10,091      |
| Derby County won 3 – 1 after extra time                          |                         |        |                    |             |
| 9                                                                | Notts County            | 0–0    | Doncaster Rovers   | 3,272       |
| Notts County won 1 – 0 after extra time                          |                         |        |                    |             |
| 10                                                               | Sheffield Wednesday     | 1–1    | Rotherham United   | 16,298      |
| 2 – 2 after extra time – Rotherham United won 5 – 3 on penalties |                         |        |                    |             |
| 11                                                               | Shrewsbury Town         | 0–1    | Carlisle United    | 3,337       |
| 12                                                               | Wolverhampton Wanderers | 1–1    | Accrington Stanley | 9,424       |
| Wolverhampton Wanderers won 3 – 2 after extra time               |                         |        |                    |             |
| 13                                                               | Bury                    | 0–2    | Burnley            | 4,276       |
| 14                                                               | Rochdale                | 0–0    | Oldham Athletic    | 5,786       |
| 0 – 0 after extra time – Oldham Athletic won 4 – 1 on penalties  |                         |        |                    |             |
| 15                                                               | Nottingham Forest       | 4–0    | Morecambe          | 4,030       |
| 16                                                               | Huddersfield Town       | 4–0    | Bradford City      | 8,932       |
| 17                                                               | Macclesfield Town       | 2–0    | Blackpool          | 1,631       |
| 18                                                               | Walsall                 | 1–2    | Darlington         | 2,702       |

| Số thứ tự                                  | Đội chủ nhà            | Tỷ số1 | Đội khách           | Số khán giả |
| ------------------------------------------ | ---------------------- | ------ | ------------------- | ----------- |
| 1                                          | Coventry City          | 3–1    | Aldershot Town      | 9,293       |
| 2                                          | Milton Keynes Dons     | 1–0    | Norwich City        | 6,261       |
| 3                                          | Wycombe Wanderers      | 0–4    | Birmingham City     | 2,735       |
| 4                                          | Brighton & Hove Albion | 4–0    | Barnet              | 2,571       |
| 5                                          | Gillingham             | 0–1    | Colchester United   | 2,566       |
| 6                                          | Southend United        | 0–0    | Cheltenham Town     | 2,998       |
| Cheltenham Town won 1 – 0 after extra time |                        |        |                     |             |
| 7                                          | Swansea City           | 2–0    | Brentford           | 5,366       |
| 8                                          | Luton Town             | 2–0    | Plymouth Argyle     | 2,682       |
| 9                                          | Exeter City            | 1–3    | Southampton         | 6,471       |
| 10                                         | Watford                | 1–0    | Bristol Rovers      | 5,574       |
| 11                                         | Bournemouth            | 1–2    | Cardiff City        | 3,399       |
| 12                                         | Bristol City           | 2–1    | Peterborough United | 5,684       |
| 13                                         | Charlton Athletic      | 0–1    | Yeovil Town         | 6,239       |
| 14                                         | Millwall               | 0–1    | Northampton Town    | 3,525       |
| 15                                         | Swindon Town           | 2–3    | Queens Park Rangers | 7,230       |
| 16                                         | Crystal Palace         | 2–1    | Hereford United     | 3,094       |
| 17                                         | Dagenham & Redbridge   | 1–2    | Reading             | 2,360       |
| 18                                         | Ipswich Town           | 4–1    | Leyton Orient       | 10,477      |

## Vòng 2
Có 12 câu lạc bộ thuộc Giải bóng đá Ngoại hạng Anh – bao gồm 11 câu lạc bộ mà không tham dự đấu trường châu Âu tham gia vào giai đoạn này, cùng với các đội chiến thắng vòng 1. Lễ bốc thăm cho vòng thứ hai diễn ra vào ngày 13 tháng 8 năm 2008, và các trận đấu đều diễn ra trong tuần bắt đầu từ ngày 25 Tháng 8 năm 2008, trường hợp ngoại lệ Manchester City gặp Brighton & Hove Albion vào ngày 24 tháng 9.
| Số thứ tự                                                                  | Đội chủ nhà            | Tỷ số1 | Đội khách               | Số khán giả |
| -------------------------------------------------------------------------- | ---------------------- | ------ | ----------------------- | ----------- |
| 1                                                                          | Ipswich Town           | 2 – 1  | Colchester United       | 17,084      |
| 2                                                                          | Coventry City          | 2 – 2  | Newcastle United        | 19,249      |
| Newcastle United thắng 3 – 2 sau hiệp phụ                                  |                        |        |                         |             |
| 3                                                                          | Hartlepool United      | 1 – 1  | West Bromwich Albion    | 3,387       |
| Hartlepool United thắng 3 – 1 sau hiệp phụ                                 |                        |        |                         |             |
| 4                                                                          | West Ham United        | 1 – 1  | Macclesfield Town       | 10,055      |
| West Ham United thắng 4 – 1 sau hiệp phụ                                   |                        |        |                         |             |
| 5                                                                          | Huddersfield Town      | 1 – 2  | Sheffield United        | 15,189      |
| 6                                                                          | Cardiff City           | 2 – 1  | Milton Keynes Dons      | 6,334       |
| 7                                                                          | Swansea City           | 1 – 1  | Hull City               | 8,622       |
| Swansea City thắng 2 – 1 sau hiệp phụ                                      |                        |        |                         |             |
| 8                                                                          | Rotherham United       | 0 – 0  | Wolverhampton Wanderers | 5,404       |
| 0 – 0 sau hiệp phụ – Rotherham United thắng 4 – 3 trên chấm phạt đền       |                        |        |                         |             |
| 9                                                                          | Brighton & Hove Albion | 1 – 1  | Manchester City         | 8,729       |
| 2 – 2 sau hiệp phụ – Brighton & Hove Albion thắng 5 – 3 trên chấm phạt đền |                        |        |                         |             |
| 10                                                                         | Reading                | 5 – 1  | Luton Town              | 7,498       |
| 11                                                                         | Blackburn Rovers       | 4 – 1  | Grimsby Town            | 8,379       |
| 12                                                                         | Wigan Athletic         | 4 – 0  | Notts County            | 4,100       |
| 13                                                                         | Leeds United           | 4 – 0  | Crystal Palace          | 10,765      |
| 14                                                                         | Crewe Alexandra        | 2 – 1  | Bristol City            | 3,227       |
| 15                                                                         | Middlesbrough          | 5 – 1  | Yeovil Town             | 15,651      |
| 16                                                                         | Fulham                 | 3 – 2  | Leicester City          | 7,584       |
| 17                                                                         | Queens Park Rangers    | 4 – 0  | Carlisle United         | 8,021       |
| 18                                                                         | Nottingham Forest      | 1 – 1  | Sunderland              | 9,198       |
| Sunderland thắng 2 – 1 sau hiệp phụ                                        |                        |        |                         |             |
| 19                                                                         | Burnley                | 3 – 0  | Oldham Athletic         | 5,528       |
| 20                                                                         | Southampton            | 2 – 0  | Birmingham City         | 11,331      |
| 21                                                                         | Bolton Wanderers       | 1 – 2  | Northampton Town        | 7,136       |
| 22                                                                         | Watford                | 1 – 1  | Darlington              | 5,236       |
| Watford thắng 2 – 1 sau hiệp phụ                                           |                        |        |                         |             |
| 23                                                                         | Preston North End      | 0 – 1  | Derby County            | 8,037       |
| 24                                                                         | Cheltenham Town        | 2 – 3  | Stoke City              | 3,600       |

1 Tỷ số trận đấu trong 90 phút.

## Vòng 3
Tám đội tham gia vào đấu trường châu Âu bước vào vòng này cùng với những người chiến thắng từ vòng thứ hai. Ngày 29 tháng 7 năm 2008, Aston Villa sẽ tham dự Carling Cup 2008-09 ở vòng 3 sau khi đạt được tham dự vòng sơ loại thứ hai của UEFA Cup.
Lễ bốc thăm cho vòng thứ ba được tổ chức vào ngày 30 tháng 8 năm 2008, và các trận đấu được thi đấu vào thứ ba ngày 23 tháng 9 và thứ tư ngày 24 tháng 9 năm 2008, chỉ có trường hợp ngoại lệ đó là Brighton & Hove Albion gặp Derby County vào ngày 4 tháng 11.
| Thứ tự                                                          | Đội chủ nhà            | Tỷ số1 | Đội khách           | Số khán giả |
| --------------------------------------------------------------- | ---------------------- | ------ | ------------------- | ----------- |
| 1                                                               | Arsenal                | 6 – 0  | Sheffield United    | 56,632      |
| 2                                                               | Brighton & Hove Albion | 1 – 4  | Derby County        | 6,625       |
| 3                                                               | Burnley                | 1 – 0  | Fulham              | 7,119       |
| 4                                                               | Portsmouth             | 0 – 4  | Chelsea             | 15,339      |
| 5                                                               | Blackburn Rovers       | 1 – 0  | Everton             | 14,366      |
| 6                                                               | Rotherham United       | 3 – 1  | Southampton         | 5,147       |
| 7                                                               | Swansea City           | 1 – 0  | Cardiff City        | 17,411      |
| 8                                                               | Ipswich Town           | 1 – 4  | Wigan Athletic      | 13,803      |
| 9                                                               | Stoke City             | 2 – 2  | Reading             | 9,141       |
| 2 – 2 sau hiệp phụ – Stoke City thắng 4 – 3 trên chấm luân lưu. |                        |        |                     |             |
| 10                                                              | Leeds United           | 3 – 2  | Hartlepool United   | 14,599      |
| 11                                                              | Watford                | 1 – 0  | West Ham United     | 12,914      |
| 12                                                              | Manchester United      | 3 – 1  | Middlesbrough       | 53,729      |
| 13                                                              | Liverpool              | 2 – 1  | Crewe Alexandra     | 28,591      |
| 14                                                              | Aston Villa            | 0 – 1  | Queens Park Rangers | 21,541      |
| 15                                                              | Sunderland             | 2 – 2  | Northampton Town    | 21,082      |
| 2 – 2 sau hiệp phụ – Sunderland thắng 4 – 3 trên chấm luân lưu. |                        |        |                     |             |
| 16                                                              | Newcastle United       | 1 – 2  | Tottenham Hotspur   | 20,577      |

1 Tỷ số sau 90 phút.

## Vòng 4
Vòng 4 được bốc thăm thi đấu vào thứ 7 ngày 27 tháng 9, và các trận đấu đều diễn ra trong tuần bắt đầu ngày 10 tháng 11 năm 2008.
| Thứ tự                                                       | Đội chủ nhà       | Tỷ số1 | Đội khách           | Số khán giả |
| ------------------------------------------------------------ | ----------------- | ------ | ------------------- | ----------- |
| 1                                                            | Sunderland        | 1 – 2  | Blackburn Rovers    | 18,555      |
| 2                                                            | Arsenal           | 3 – 0  | Wigan Athletic      | 59,665      |
| 3                                                            | Chelsea           | 1 – 1  | Burnley             | 41,369      |
| 1 – 1 sau hiệp phụ – Burnley thắng 5 – 4 trên chấm luân lưu. |                   |        |                     |             |
| 4                                                            | Swansea City      | 0 – 1  | Watford             | 9,549       |
| 5                                                            | Manchester United | 1 – 0  | Queens Park Rangers | 62,539      |
| 6                                                            | Stoke City        | 2 – 0  | Rotherham United    | 15,458      |
| 7                                                            | Derby County      | 2 – 1  | Leeds United        | 18,540      |
| 8                                                            | Tottenham Hotspur | 4 – 2  | Liverpool           | 33,242      |

1 Tỷ số thi đấu trong 90 phút.

## Vòng 5
Vòng 5 được bốc thăm vào thứ 7 ngày 15 tháng 11 và các trận đấu đều diễn ra trong tuần vào ngày 1 tháng 12 năm 2008.
| Burnley          | 2–0    | Arsenal |
| ---------------- | ------ | ------- |
| McDonald 6', 57' | Report |         |

| Stoke City | 0–1    | Derby County            |
| ---------- | ------ | ----------------------- |
|            | Report | Ellington 90+4' (ph.đ.) |

| Watford     | 1–2    | Tottenham Hotspur                     |
| ----------- | ------ | ------------------------------------- |
| Priskin 13' | Report | Pavlyuchenko 45+2' (ph.đ.) · Bent 76' |

| Manchester United                             | 5–3    | Blackburn Rovers                     |
| --------------------------------------------- | ------ | ------------------------------------ |
| Tevez 35', 50' (ph.đ.), 54', 90+4' · Nani 40' | Report | McCarthy 48', 90+2' · Derbyshire 84' |

## Vòng bán kết
Lễ bốc thăm vòng bán kết diễn ra vào ngày thứ 7 ngày 6 tháng 12 năm 2008. Các trận đấu lượt đi được chơi vào thứ 3 ngày 6 tháng 11 năm 2009 và thứ 4 ngày 7 tháng 1 năm 2009, trong khi đó các trận đấu lượt về diễn ra vào thứ 3 ngày 20 tháng 1 năm 2009 và thứ 4 ngày 21 tháng 1 năm 2009.

### Lượt đi
| Tottenham Hotspur                                            | 4–1    | Burnley      |
| ------------------------------------------------------------ | ------ | ------------ |
| Dawson 46' · O'Hara 52' · Pavlyuchenko 65' · Duff 68' (l.n.) | Report | Paterson 15' |

| Derby County | 1–0    | Manchester United |
| ------------ | ------ | ----------------- |
| Commons 30'  | Report |                   |

### Lượt về
| Manchester United                                       | 4–2    | Derby County              |
| ------------------------------------------------------- | ------ | ------------------------- |
| Nani 16' · O'Shea 22' · Tevez 34' · Ronaldo 87' (ph.đ.) | Report | Barnes 79' (ph.đ.), 90+1' |

Manchester United thắng 4–3 chung cuộc
| Burnley                                | 3 – 2 (a.e.t.) | Tottenham Hotspur              |
| -------------------------------------- | -------------- | ------------------------------ |
| Blake 33' · McCann 73' · Rodriguez 88' | Report         | Pavlyuchenko 118' · Defoe 120' |

Tottenham Hotspur thắng 6–4 chung cuộc

## Trận chung kết
Trận chung kết được chơi tại Sân vận động Wembley, Luân Đôn vào ngày chủ nhật ngày 1 tháng 3 năm 2009.
| Manchester United                  | 0 – 0 (HT) | Tottenham Hotspur          |
| ---------------------------------- | ---------- | -------------------------- |
|                                    | Report     |                            |
| Loạt sút luân lưu                  |            |                            |
| Giggs · Tevez · Ronaldo · Anderson | 4–1        | O'Hara · Ćorluka · Bentley |

## Cầu thủ ghi bàn hàng đầu
Các cầu thủ ghi bàn hàng đầu ở giải Cúp Liên đoàn bóng đá Anh 2008–09:
| Thứ tự | Cầu thủ                        | Câu lạc bộ          | Số bàn thắng |
| ------ | ------------------------------ | ------------------- | ------------ |
| 1      | Nathan Ellington               | Derby County        | 6            |
| 1      | Roman Anatolevich Pavlyuchenko | Tottenham Hotspur   | 6            |
| 1      | Carlos Tevez                   | Manchester United   | 6            |
| 4      | Martin Paterson                | Burnley             | 5            |
| 5      | Jermaine Beckford              | Leeds United        | 4            |
| 5      | James Henry                    | Reading             | 4            |
| 5      | Carlos Vela                    | Arsenal             | 4            |
| 5      | Emmanuel Villa                 | Derby County        | 4            |
| 9      | Henri Camara                   | Wigan Athletic      | 3            |
| 9      | Matt Derbyshire                | Blackburn Rovers    | 3            |
| 9      | Robert Earnshaw                | Nottingham Forest   | 3            |
| 9      | Emmanuel Ledesma               | Queens Park Rangers | 3            |
| 9      | Nani                           | Manchester United   | 3            |
| 9      | Joel Porter                    | Hartlepool United   | 3            |